# Zelena
Zelena boja u CMY sustavu boja nije primarna boja.
- nastaje miješanjem sljedećih boja: plave  (cijan-plave) i žute, smatra se jednom od aditiva primarnih boja.
- u RGB-u ima vrijednost (0, 255, 0) decimalno ili 00FF00 heksadecimalno

## Značenja

### Kršćanstvo
Jedna od liturgijskih boja. Znakom je nade. Upotrebljava se u nedjeljama Duhova te u ostalim običnim nedjeljama. Nakon silaska Duha Svetoga "nastupa vrijeme Crkve koja je na putu te živi u nadi, očekujući 'slavni dolazak Gospodinov' ".

### Zelena boja kao simbol
Zelena se boja koristi u opisivanju ljudi koji su neiskusni, ljubomorni, ili bolesni. U Sjedinjenim Američkim Državama, zelena je sleng izraz za novac. Kulturološki, zelena nosi široka i ponekad kontradiktorna značenja. U nekim kulturama, zelena simbolizira nadu i rast, dok je u drugima ona povezana sa smrću, bolešću, zavišću, ili đavlom. Ipak se zelena boja najviše povezuje s prirodom. Na primjer, Islam slavi zelenu boju jer očekuje da raj bude prepun zelenila. Zelena je također povezana s regeneracijom, plodnošću i ponovnim rođenjem zbog svoje veze s prirodom. Nedavno su političke skupine u kampanjama počele uzimati zelenu boju kao simbol zaštite okoliša i bioraznolikosti, ali i socijalne pravde. To je dovelo do sličnih kampanja u oglašavanju proizvoda, pa tako poduzeća prodaju zelene ili ekološki prijateljske odnosno prihvatljive proizvode (posebice bio-hrana).

### Zelena boja u prirodi
Životinje, kao što su žabe, gušteri i ostali gmazovi i vodozemci, ribe, kukci i ptice, pojavljuju se zeleni zbog mješavine slojeva plave i zelene boje na njihovoj koži. Daleko najveći doprinos „zelenosti“ u prirodi je klorofil, pomoću kojeg biljke obavljaju fotosintezu. Mnogi minerali sadrže pigmentime zelene boje pa se stoljećima koriste za dobivanje zelene boje. Ogroman je broj minerala koji imaju zeleni pigment zbog mnogih različitih kemijskih elemenata koje sadrže. Među njima najviše se ističe smaragd koji je obojen zeleno zbog kroma, a ponekad i vanadija. Krom (III) oksid (Cr2O3) naziva se krom zeleni,ali kada se koristi za proizvodnju boje naziva se viridian ili institucionalno - zelena. Jako dugo godina izvor boje amazonita je bila misterija. Vjerovalo se da je zelen zbog bakar jer bakrovi spojevi često imaju plave i zelene pigmente. Amazonit je plavo-zelene boje ipak zbog male količine olova i vode. Rani slikari su također koristili bakar pomiješan s voskom (i još nekim tvarima) kako bi dobili zelenkastu boju. Mješavine oksidiranog kobalta i cinka su također su se korisli za stvaranje zelene boje, i to već u 18. stoljeću. Za stvaranje zelene iskre u vatrometu koriste se soli barija, kao što su barijev klorat, kristali barijeva nitrata, ili barij klorida, a oni se koriste i za zelenu boju vatre u kaminima bogataša.

## Zelena boja i umjetnost
U 15. stoljeću "Saint Wolfgang and the devil", Michaela Pachera, vrag je zelen. Pjesnici poput Chaucera također misle da postoji veza između zelene boje i đavla. U mnogim folklorima i književnosti, zelena je tradicionalno bila korištena za simbole prirode, to jest života, plodnosti i ponovnog rođenja. Zelena je simbol uskrsnuća i besmrtnosti u drevnom Egiptu (bog Oziris je prikazan sa zelenom kožom). Zelena se koristi za opisivanje nekoga tko mlad, neiskusan, naivan (po analogiji na nezrelo voće). Zelena je tradicionalna boja nosili lovci u 19. stoljeću, pa se jedna nijansa zelene zove „hunting green“, odnosno lov - zelena. U 20. stoljeću je većina lovaca počela nositi boje masline, također nijansu zelene, a ne „hunting green“ boju.
Zelena se također koristi za označavanje vračanja, vragolija i zla zbog svoje povezanosti s vilama i duhovima ranog Engleskog folklora. Također je imala povezanosti s propadanjem i toksičnosti. Glumac Bela Lugosi nosio je zelenu odjeću i šminku za ulogu u Drakuli. Zelena boja kože povezana je s mučninom i bolesti. U kombinaciji sa zlatom, smatra se da pomlađuje. U keltskoj tradiciji, zelena se izbjegava u odjeći zbog svoje povezanosti s praznovjerjem. Zelena se smatrala da je nesretna boja u britanskoj kulturami, gdje zeleni automobili, vjenčanice, i kazališni kostimi nose nesreću zbog praznovjerja. Stoga su i u Čovjeku-pauku zlikovci često bili obojeni zeleno predstavljajući razliku od junaka crvene boje.